# محمد ذکاءالله
محمد ذکاءالله (انگلیسی: Muhammad Zakaullah; ۱۰ ژانویهٔ ۱۹۵۸) دریابد، فرمانده سابق نیروی دریایی پاکستان و قایقران قایق بادبانی بازی‌های المپیک تابستانی ۱۹۸۴ اهل پاکستان است.